# Claudia Lepp
Claudia Lepp (* 3. Juni 1965 in Bruchsal) ist eine deutsche Historikerin. Sie leitet die Forschungsstelle für Kirchliche Zeitgeschichte in München und ist außerplanmäßige Professorin an der Ludwig-Maximilians-Universität München.

## Leben
Nach dem Abitur am Melanchthongymnasium in Bretten studierte Lepp ab 1984 Geschichte und Germanistik an der Albert-Ludwigs-Universität Freiburg. Sie war Stipendiatin der Graduiertenförderung des Landes Baden-Württemberg und der Promotionsförderung des Evangelischen Studienwerks. Für ihre 1994 abgeschlossene Dissertation erhielt sie den Preis der Wolf-Erich-Kellner-Gedächtnisstiftung zur Förderung wissenschaftlicher Arbeiten über den Liberalismus. Von 1995 bis 1997 absolvierte Lepp ein Referendariat für den höheren Bibliotheksdienst bei der Berliner Senatsverwaltung für Wissenschaft, Forschung und Kultur, von 1997 bis 2000 arbeitete sie an der Forschungsstelle für Kirchliche Zeitgeschichte in München im Forschungsprojekt „Die Rolle der evangelischen Kirche im geteilten Deutschland“. Seit Juni 2000 leitet sie die Forschungsstelle für Kirchliche Zeitgeschichte.
Nach ihrer Habilitation lehrte Lepp von 2004 bis 2007 als Privatdozentin für Neuere und Neueste Geschichte am Institut für Geschichte der Fakultät für Geistes- und Sozialwissenschaften der Universität Karlsruhe. Im Februar 2006 erhielt sie für ihre wissenschaftlichen Arbeiten den Therese von Bayern-Preis der Universität München. Nach der Umhabilitation war sie von April 2007 an Privatdozentin für Neuere und Neueste Geschichte am Historischen Seminar der Ludwig Maximilians-Universität München. Im Mai 2014 wurde sie an dieser Universität zur außerplanmäßigen Professorin ernannt.
Bis 2018 war Lepp mittragende Wissenschaftlerin des Internationalen Graduiertenkollegs „Religiöse Kulturen im Europa des 19. und 20. Jahrhunderts“ in München und von 2012 bis 2019 Projektleiterin in der DFG-Forschergruppe „Der Protestantismus in den ethischen Debatten der Bundesrepublik 1949–1989“.
Lepp ist mit dem Historiker Edgar Wolfrum verheiratet.

## Schriften (Auswahl)
Monographien
- Protestantisch-liberaler Aufbruch in die Moderne. Der deutsche Protestantenverein in der Zeit der Reichsgründung und des Kulturkampfes. Kaiser, Gütersloher Verl.-Haus, Gütersloh 1996 (= Religiöse Kulturen der Moderne, Bd. 3), ISBN 978-3-579-02602-2 (zugleich: phil. Diss. Universität Freiburg, 1994).
- Tabu der Einheit? Die Ost-West-Gemeinschaft der evangelischen Christen und die deutsche Teilung (1945–1969). Vandenhoeck u. Ruprecht, Göttingen 2004, ISBN 978-3-525-55743-3.
- Wege in die DDR. West-Ost-Übersiedlungen im kirchlichen Bereich vor dem Mauerbau. Wallstein, Göttingen 2015, ISBN 978-3-8353-1735-2.

Herausgeberwerke
- Zusammen mit Barbara Danckwortt: Von Grenzen und Ausgrenzung – Interdisziplinäre Beiträge zu den Themen Migration, Minderheiten und Fremdenfeindlichkeit. Schüren, Marburg 1997, ISBN 978-3-89472-159-6.
- Zusammen mit Kurt Nowak: Evangelische Kirche im geteilten Deutschland (1949–1989). Göttingen 2001, ISBN 978-3-525-01623-7.
- Zusammen mit Siegfried Hermle und Harry Oelke: Umbrüche. Der deutsche Protestantismus und die sozialen Bewegungen in den 1960er und 70er Jahren. 2. Aufl., Vandenhoeck u. Ruprecht, Göttingen 2012.
- Zusammen mit Klaus Fitschen, Siegfried Hermle, Katharina Kunter und Antje Roggenkamp: Die Politisierung des Protestantismus. Entwicklungen in der Bundesrepublik Deutschland während der 1960er und 70er Jahre. Göttingen 2011.
- Zusammen mit Ulrike Haerendel: Bekennende Kirche und Unrechtsstaat. Bad Homburg 2015.
- Zusammen mit Harry Oelke und Detlef Pollack: Religion und Lebensführung im Umbruch der langen 1960er Jahre. Vandenhoeck u. Ruprecht, Göttingen 2016, ISBN 978-3-525-55779-2.
- Zusammen mit Christian Albrecht, Reiner Anselm, Andreas Busch, Michael Heinig, Christiane Kuller und Martin Laube: Aus Verantwortung. Der Protestantismus in den Arenen des Politischen. Tübingen 2019.
- Zusammen mit Siegfried Hermle und Harry Oelke (Bearb.): Widerstand!? Evangelische Kirche und Nationalsozialismus. Leipzig 2019.
- Christliche Willkommenskultur? Die Integration von Migranten als Handlungsfeld christlicher Akteure nach 1945. Göttingen 2020.

Herausgeberschaften
- Zusammen mit Horst Gorski, Klaus-Dieter Kaiser und Harry Oelke: Kirchliches Jahrbuch für die Evangelische Kirche in Deutschland 131, 2004/05 ff.
- Zusammen mit Harry Oelke: Mitteilungen zur Kirchlichen Zeitgeschichte 1, 2007 ff.